# Lucia limbaria
Lucia limbaria is een vlinder uit de familie van de Lycaenidae. De wetenschappelijke naam van de soort is voor het eerst geldig gepubliceerd in 1833 door Swainson.